# Fáni-völgyi 8. sz. üreg
A Fáni-völgyi 8. sz. üreg a Duna–Ipoly Nemzeti Parkban található Vértes hegységben, Száron lévő egyik barlang. A Fáni-völgyi 8. sz. üreg, mely két nagy üregből (a Fáni-völgyi 8. sz. üregből és a Fáni-völgyi 8/a. sz. üregből) áll, illetve a Fáni-völgyi 7. sz. üreg alkotja a Fáni-völgyi-fülkesort. A Fáni-völgyi 8. sz. üregből népvándorláskori régészeti leletek kerültek elő.

## Leírás
Szár külterületén, a Vértesi Natúrpark fokozottan védett területén, erdőben helyezkedik el a Fáni-völgyi 8. sz. üreg. A Fáni-völgyi-fülkesor része. Közvetlenül a Fáni-völgyi 7. sz. üreg mellett, a lefutó sziklabordában, 262 m tszf. magasságban, az úttól pedig kb. 30 m relatív magasságban fekszik a Fáni-völgyi 8. sz. üreg. Turistatérképeken jelölve van a barlang helye barlangjellel és nevének feltüntetésével.
Két külön bejáratú, egymás mellett húzódó vízszintes sziklaereszből áll, melyeket egy alacsony sziklakapu köt össze. Mindkét bejárata íves alakú, melyeknek szélessége nagyobb, mint magassága. A fülkék alja szálkőtalp, melyet vékonyan kőzettörmelék, és por fed. Falai breccsásak. Néhány kis méretű borsókő is megfigyelhető a barlangban. A bivakolásra kitűnően alkalmas üreg mindkét fülkéjében található muflonürülék. A barlang triász dolomitban, oldódás miatt jött létre, majd kifagyásos kőzetaprózódás formálta át. Az üreg nagyon látványos, de viszonylag nehéz megközelíthetősége és ismeretlensége miatt kevesen járnak benne. A nehezen járható (meredek) terepen megközelíthető, könnyen, utcai ruhában járható barlang megtekintéséhez nem szükséges engedély.
2003-ban volt először Fáni-völgyi 8. sz. üregnek nevezve a barlang az irodalmában. Előfordul a barlang az irodalmában Fáni-völgyi 8/a. sziklaeresz (Kordos 1984), Fáni-völgyi 8/a sziklaeresz (Egri 2003), Fáni-völgyi 8a sziklaeresz (Bertalan 1976), Fáni-völgyi 8/a. sz. üreg (Kordos 1984), Fáni-völgyi 8.sz. barlang (Egri 2003), Fáni-völgyi 8. sziklaeresz (Alba Regia Barlangkutató Csoport 1979), Fáni-völgyi 8.sz. sziklaeresz (Bertalan 1976), Fáni-völgyi 8. üreg (Kordos 1984), Fáni-völgyi-fülkesor (Alba Regia Barlangkutató Csoport 1979), Fáni-völgyi–fülkesor (Kocsis 1975), Fáni-völgyi fülkesor 2. tagja (Kordos 1984) és Vértes 25.sz. barlang (Kordos 1979) neveken is.

## Kutatástörténet
Az 1962-ben kiadott, A barlangok világa című könyv szerint a Vértes hegységben lévő Fáni-völgyben, a pataktól 10–12 m-rel magasabban kis barlangok vannak. A Ferencvárosi Természetbarátok Sportköre Barlangkutató Csoportjának váltott tagokból álló egyik csoportja, melyet Horváth János vezetett, 1968-ban folytatta a Vértes hegység bejárását és a hegységben lévő barlangok háromsíkú felmérését. Ez a csoport a Fáni-völgyben felmért kilenc, részben korábban ismert (I–IX. jelzésű) sziklaüreget. A felmérés felhasználásával a csoport elkészítette ebben az évben a Fáni-völgyi 9. sz. üreg alaprajz térképét, hosszmetszet térképét és keresztmetszet térképét. A térképek 1:100 méretarányban ábrázolják a barlangot. Az alaprajz térkép használatához a térképlapon jelölve van az É-i irány. (Az alaprajz térképen rajta van a Fáni-völgyi 7. sz. üreg és a Fáni-völgyi 8. sz. üreg alaprajz térképe is, illetve a hosszmetszet térképen az utóbbinak egy metszettérképe is.)
Az FTSK Barlangkutató Csoport 1969. évi jelentése szerint Horváth János az 1968. tavaszi-őszi barlangfelmérések felhasználásával 1969-ben elkészítette a Fáni-völgy (Vértes hegység) 9 üregének térképét. A térképeken 1:100 méretarányban vannak bemutatva a barlangok.
A Kocsis Antal által írt, 1975-ben megjelent kiadványban az van írva, hogy a Fáni-völgyben, az üzemi műút elágazásától 950 m-re, a völgy ÉK-i oldalában, a műúttól 30 m-rel magasabban, a műútra merőleges, előrenyúló, kb. 10 m magas, réteges dolomitfalban húzódik a Fáni-völgyi–fülkesor. A három üregből álló fülkesor 12 m széles. Az elülső kettő üreg majdnem megegyező méretű. A két üreg egyenként 3,5 m széles, az egyik üreg 1,6 m magas, a másik üreg 1,8 m magas és mindkét üreg 2 m mély. Közöttük egy 1,2 m széles és 0,8 m magas átjáró van. Mindhárom üreg fala breccsás, fémoxidok által színezett kőzetből áll. Kitöltése kőzettörmelék, melyben állati csontmaradványok fekszenek. A fal néhány pontjára karfiolszerű mészgömböcskék és magasabbrendű növények települtek. A Fáni-völgy 8 barlangot rejtő dolomitszikláinak fülkesora a Vértes hegységben egyedülálló, de a többi hegységben is ritkaságnak számító képződmény. A Fáni-völgyi 6. sz. üreg és a Fáni-völgyben lévő fülkesor ugyanazon a völgyoldalon található. A Fáni-völgyi 6. sz. üregnek a fülkesortól DK-re, 30 m-re, kissé lentebb van a bejárata. A kiadványban lévő térképmellékleten látható a fülkesor földrajzi elhelyezkedése. A térképen 25-ös számmal van jelölve a barlang.
Az 1976-ban befejezett, Magyarország barlangleltára című kéziratban az olvasható, hogy a Vértes hegységben, Száron helyezkedik el a Fáni-völgyi 8.sz. sziklaeresz és a Fáni-völgyi 8a sziklaeresz. A két üreg együtt a Fáni-völgyi–fülkesor (2. tagja). Az üzemi műút elágazásától DK-re, kb. 950 m-re, a völgy É-i oldalán, a Fáni-völgyi 7. sz. üregtől (a sziklafallal szemben állva) balra található a fülkesornak ez a része. Mindkét üreg 3,5 m hosszú (a barlang összesen 8 m hosszú). Az egyik üreg 1,6 m, a másik pedig 1,8 m magas. Egy hossztengelyénél lepusztult barlang maradványai. A kézirat barlangot ismertető része 2 irodalmi mű alapján lett írva.

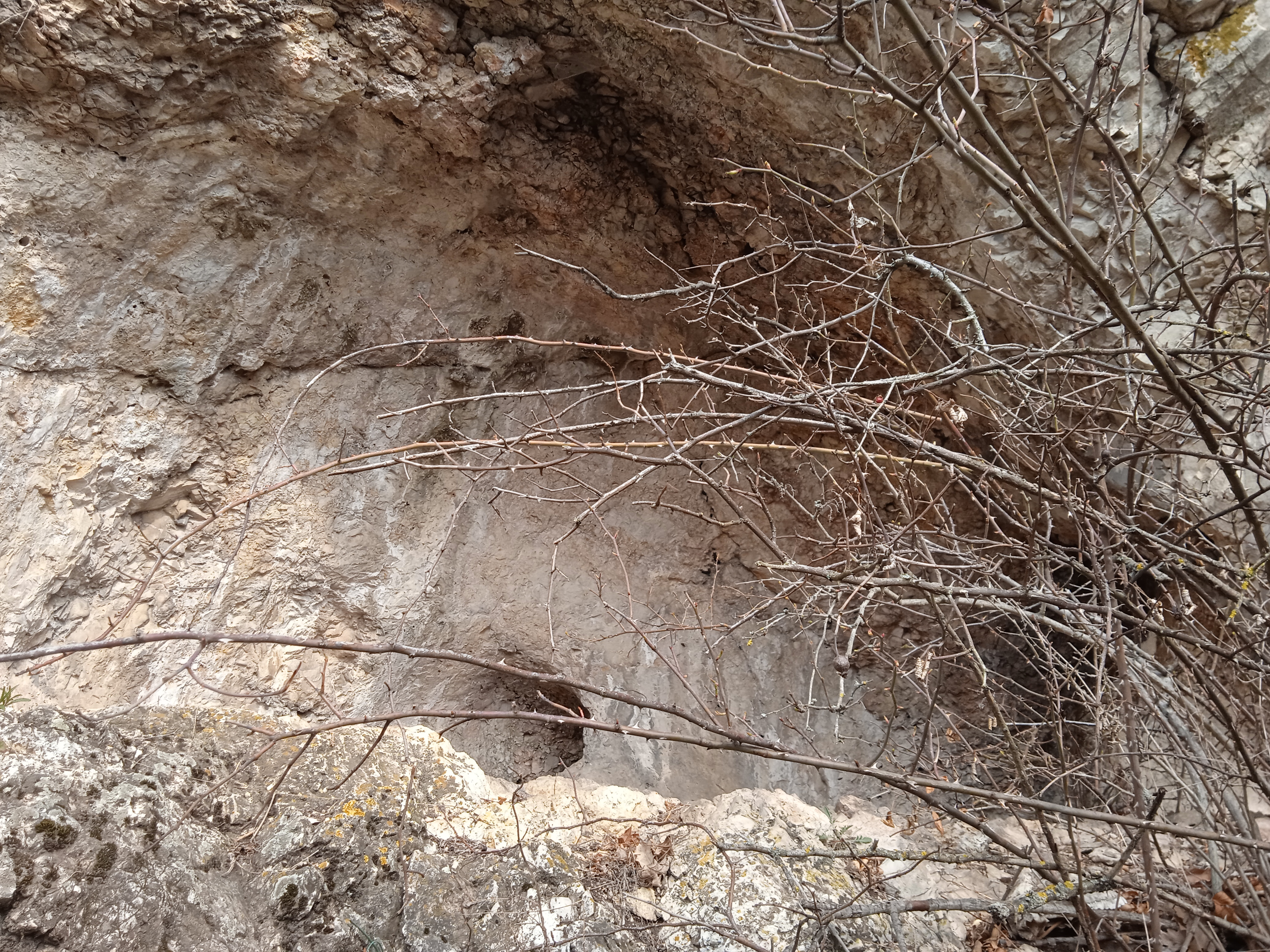
A Fáni-völgyi 8. sz. üreg egyik része

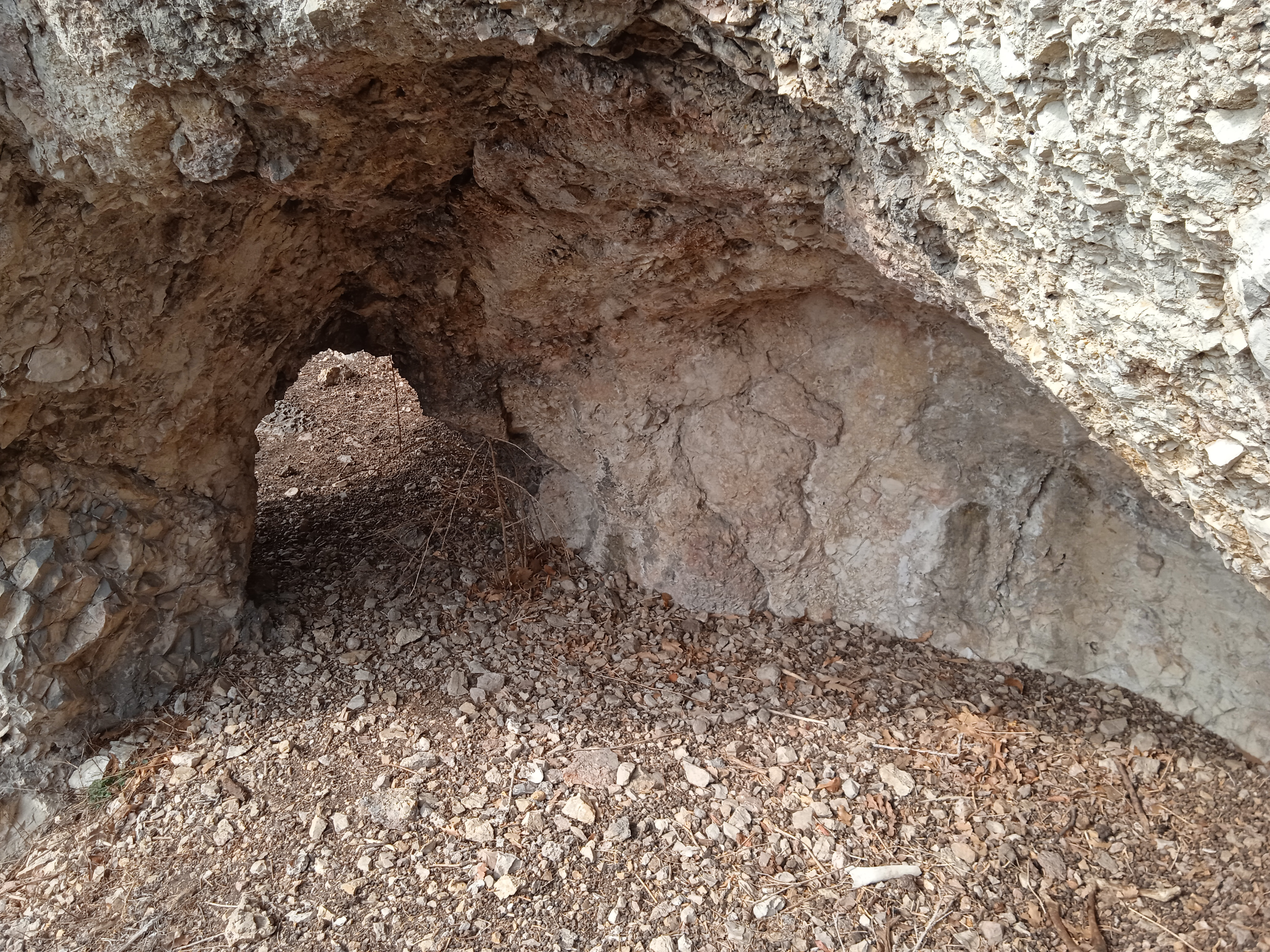
A Fáni-völgyi 8. sz. üreg két nagy részét összekötő átjáró

Az Alba Regia Barlangkutató Csoport által 1979-ben készített kézirat szerint a Fáni-völgyi-fülkesor név Kocsis Antaltól származik, aki együtt ismertette a Fáni-völgyi 8. sziklaereszt, a Fáni-völgyi 8a sziklaereszt és a Fáni-völgyi 7. sz. üreget. Szerinte a három üreg együtt a 25-ös számú barlang (Fáni-völgyi-fülkesor). A csoport úgy gondolta, hogy a Fáni-völgyi 7. sz. üreg mind fejlődéstörténetileg, mind morfológiailag szoros egységet alkot a tőle balra található 8. számú és 8a számú sziklaereszekkel, ezért célszerű az összeset együtt tárgyalni. A Fáni-völgyi 8. sziklaeresz és a Fáni-völgyi 8a sziklaeresz (F8, F8a) az OKTH barlangleltárában, amelyben a Vértes hegység barlangjai között a 17. számú barlang, a fenti neveken van ismertetve, azzal a kiegészítéssel, hogy ez a két üreg a Fáni-völgyi-fülkesor tagja. Horváth János szpeleográfiai terepjelentésben ismertette a két üreget valószínűleg a Fáni-völgyi 7. sz. üreggel egyszerre.
A két sziklaeresz Száron (Fejér megye, Bicskei járás), a Fáni-völgy ÉNy-i végénél lévő útelágazástól az üzemi úton 1050 m-t haladva, az ÉK-i völgyoldalban, 250 m tszf. magasságban található. A völgytalpra merőlegesen álló magas sziklafal ÉNy-i oldalában, a völgytalp felett kb. 30 m relatív magasságban van a fülkesor, melynek bejárata a sziklafal jobb oldalánál fekvő, meredek feljárón érhető el könnyen (más irányból csak sziklamászással közelíthető meg). A sziklaeresz jellegű, száraz fülkesor a sziklafal fél magasságában lévő, majdnem vízszintesen és hosszan elnyúló terasz fölé hajlik. Befoglaló kőzete vastagpados, helyenként breccsás szerkezetű dolomit, melynek dőlése 340°/23°. A fülkesor jobb oldali végére kapaszkodik fel a feljáró ösvény, ahonnan DNy-ra, hosszan húzódik 8° lejtéssel.

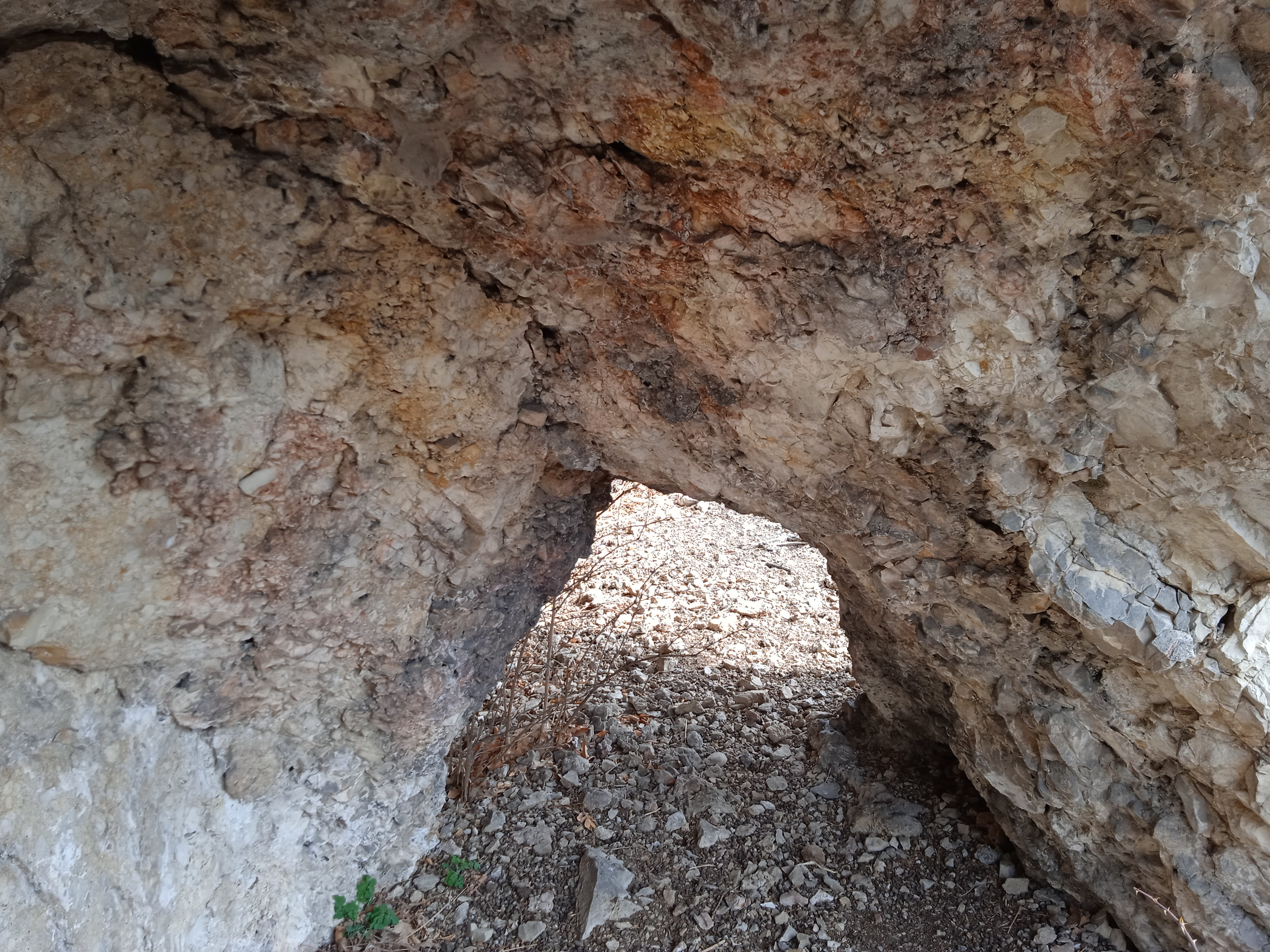
A Fáni-völgyi 8. sz. üreg két nagy részét összekötő átjáró

A Fáni-völgyi 7. sz. üreg (a fülkesor harmadik, jobb szélső tagja) mellett (balra) a Fáni-völgyi 8. sziklaeresz (a fülkesor második, középső tagja) található. Ennek túlsó oldalán (7 m-nél) a terasz átbújóvá alakul, mely 1,5 m hosszú, 1 m magas és 0,8 m széles. Az átjáró túloldalán van a Fáni-völgyi 8a sziklaeresz (a fülkesor első, bal szélső tagja). A fülkesor 11,7 m hosszú. Az üregek felszínéről szórványleleteket gyűjtött az Alba Regia Barlangkutató Csoport 1979. február 4-én, melyeket a csoport átadott Kordos Lászlónak, aki 1979. február 7-én azt írta: (1.) 3 db vas nyílhegy, (2.) cserepek, (3.) Sus scrofa (vaddisznó), (4.) Bos sp. (marha), (5.) Ovis seu Capra (juh vagy kecske), (6.) Anura indet. (béka), (7.) Aves indet. (madár), (8.) Glis glis (nagy pele). A gerincesmaradványok a fiatal holocénből származnak. A régészeti leleteket Bácskay E. nézte át, és szerinte a nyílhegyek a népvándorláskorból valók, a cserepek pedig az őskortól a középkorig bárhová sorolhatók. A leletek a Magyar Állami Földtani Intézet gyűjteményébe kerültek.
A fülkesor fejlődéstörténete nagyon érdekes és alaposan kell vizsgálni. Megfelelőnek tűnik a más szerzők által is leírt elképzelés, hogy a fülkesor üregei egy hossztengelyénél lepusztult barlang maradványai. A fülkesort a Fáni-völgyi 6. sz. üreggel összehasonlítva megállapítható, hogy a térbeli közelségen túl a kőzetstruktúrában, szerkezeti irányokban és morfológiai vonatkozásban is hasonlóak egymáshoz. Valószínűleg egy korábbi denudációs folyamat konzerválódott formakincsét őrzi mindkettő, ezért földtörténeti értelemben is minden bizonnyal régi képződmények.
A Fáni-völgyi 8a sziklaeresz kitöltésének anyaga némi kőzettörmelék és por. Formája egy negyed gömbhöz hasonló, különösen szép és szabályos ív látható a keresztszelvényben. Fala egészen sima, néhány helyen enyhén rózsaszínű. A középső részén lévő talpszinten egy kicsi, szabályos formájú lyuk mélyed a belső falba. Felásható területe nincs, törmelékes kitöltésének felszínén, egy tüzelőhelynyomokat mutató részen talált a csoport 3 db vas nyílhegyet. Előterében kövirózsák, borsos varjúháj, füvek élnek. Az üreg 3,2 m széles, 1,8 m magas és 1,2 m-re mélyül a sziklafalba.
A Fáni-völgyi 8. sziklaeresz kitöltése apró és durva szemű kőzettörmelék, por, mely teljes aljzatát befedi, de minden bizonnyal vékonyan. Alakja ugyanolyan mint a Fáni-völgyi 8a sziklaereszé. Felszínén csontok és cserepek hevernek. Ebből a fülkéből lettek begyűjtve a cseréptöredékek és a 3., 4. és 5. gerincesek csontmaradványai. Az üregben régi és új tüzelési nyomok figyelhetők meg. Katicabogarakat láttak benne, de az ürüléknyomok alapján muflonok is előfordulnak az üregben. A terasz szélén füvek, mohák és sóskaborbolya cserje nő. Bivakolásra is megfelelő a fülke, amely 3,6 m széles, 1,8 m magas és 2 m-re mélyül a sziklafalba. A Fáni-völgyi 7. sz. üreg formailag ugyanolyan mint a Fáni-völgyi 8. sziklaeresz és a Fáni-völgyi 8a sziklaeresz. Megtörtént mindhárom barlangrész értékelése a helyszínen, leírása, felmérése, fényképezése. Kutatni a fülkesort esetleg régészeti szempontból és morfológiai elemzés miatt érdemes. A fülkesorban az Alba Regia Barlangkutató Csoport tagjai 1979. február 4-én, barlangkataszterező munka során jártak.
A kéziratba bekerült a fülkesor alaprajz térképe és 4 keresztszelvény térképe. A térképek 1:100 méretarányban ábrázolják a Fáni-völgyi 8. sz. üreget és a Fáni-völgyi 7. sz. üreget. Az alaprajz térkép használatához a térképlapon jelölve van az É-i irány. Az alaprajz térkép bemutatja a 4 keresztszelvény elhelyezkedését a két barlangban. A térképek elkészítéséhez a barlangokat Szolga Ferenc, Gönczöl Imréné, Koch Zoltán és Zentai Ferenc mérték fel 1979. február 4-én. A térképeket 1979. február 22-én rajzolta Szolga Ferenc. A kéziratban látható a Fáni-völgy térképe (kb. 1:10.000 méretarány). A térképen jelölve van az É-i irány. A térképen megfigyelhető a Fáni-völgyi 8. sziklaeresz és a Fáni-völgyi 8a sziklaeresz (a térképen: F8, F8a) földrajzi elhelyezkedése. A kéziratban van négy olyan fénykép, amelyek szemléltetik a fülkesort. Az első fényképen a Fáni-völgyi 7. sz. üreg bejárata figyelhető meg. A második fényképen a két sziklaeresz látképe figyelhető meg. A fénykép a barlangokat rejtő sziklatömbtől lejjebbről készült. A harmadik fényképen a két üreg közötti átjáró látható. A negyedik fényképen a két üreg leletanyagának egy része van bemutatva. A fényképeket Zentai Ferenc készítette.

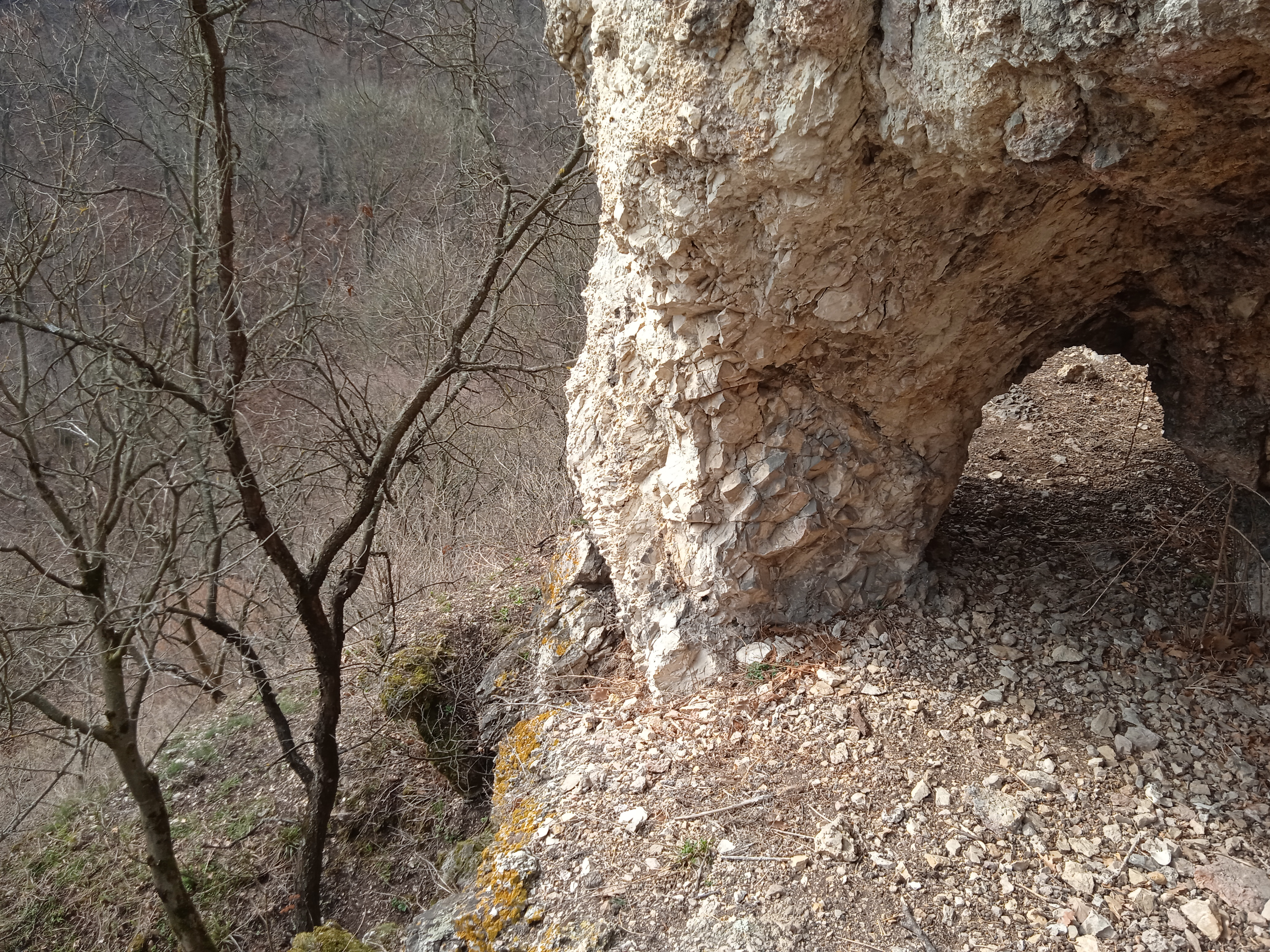
A Fáni-völgyi 8. sz. üreg egyik része

Az 1979. évi MKBT Beszámolóban napvilágot látott, Kordos László által írt összeállításban az olvasható, hogy a Vértes 25.sz. barlangból 1979-ben az Alba Regia Barlangkutató Csoport gyűjtött Anura indet. (béka), Aves indet. (madár), Bos sp. (marhaféle), Sus scrofa (sertés) és Ovis seu Capra (juh vagy kecske) csontot, illetve 3 db nyílhegy és cserepek is előkerültek belőle (MÁFI Gy. sz.: 1979/8). A régészeti leletek a vaskor-bronzkor idejéből származnak.
Az FTSK Barlangkutató Szakosztály 1980. évi jelentésében az van írva, hogy a Fáni-völgyben (Vértes hegység) található Fáni-völgyi 9. sz. üreg a Fáni-völgyi 8. sziklaereszt (F-8), a Fáni-völgyi 8/a sziklaereszt (F-8/a) és a Fáni-völgyi 7. sz. üreget magába foglaló sziklatömb negyedik, legnagyobb ürege. A fülkesor (üregsor) aljzatát alkotó, előttük méter széles sziklapadnak az út felőli, Ny-i letörése alatt 5,5 m-re, a szikla alatti törmeléklejtőről nyílik a Fáni-völgyi 9. sz. üreg bejárata. A Fáni-völgyi 9. sz. üreg iránya megegyezik az üregsoréval, az út felőli sziklaeresz alá nyúlik. Boltozata annak járószintje alatt kb. 2,5 m-re fekszik. Az FTSK barlangkutató csoportja 1968. március 31-én mérte fel a Fáni-völgy üregeit. A Magyar Karszt- és Barlangkutató Társulat térképtárának (dokumentációs szakosztályának) leadott térképlap a fülkesorral együtt is bemutatja a Fáni-völgyi 9. sz. üreget. A csoportjelentésbe bekerültek a fülkesor 1968-ban készített térképei. Az 1980. évi MKBT Beszámolóban publikálva lett az 1980. évi csoportjelentésnek a fülkesorról szóló része és a fülkesor 1968-ban készült térképei.
Az 1984-ben kiadott, Magyarország barlangjai című könyv országos barlanglistájában szerepel a Vértes hegység barlangjai között a barlang két külön barlangként. Az egyik barlangnak Fáni-völgyi 8. üreg (Fáni-völgyi fülkesor 2. tagja, Fáni-völgyi 8. sziklaeresz) a neve, a másiknak pedig Fáni-völgyi 8/a. sz. üreg (Fáni-völgyi fülkesor 2. tagja, Fáni-völgyi 8/a. sziklaeresz). A listához kapcsolódóan látható a Dunazug-hegység barlangjainak földrajzi elhelyezkedését bemutató 1:500 000-es méretarányú térképen a két barlang földrajzi elhelyezkedése.

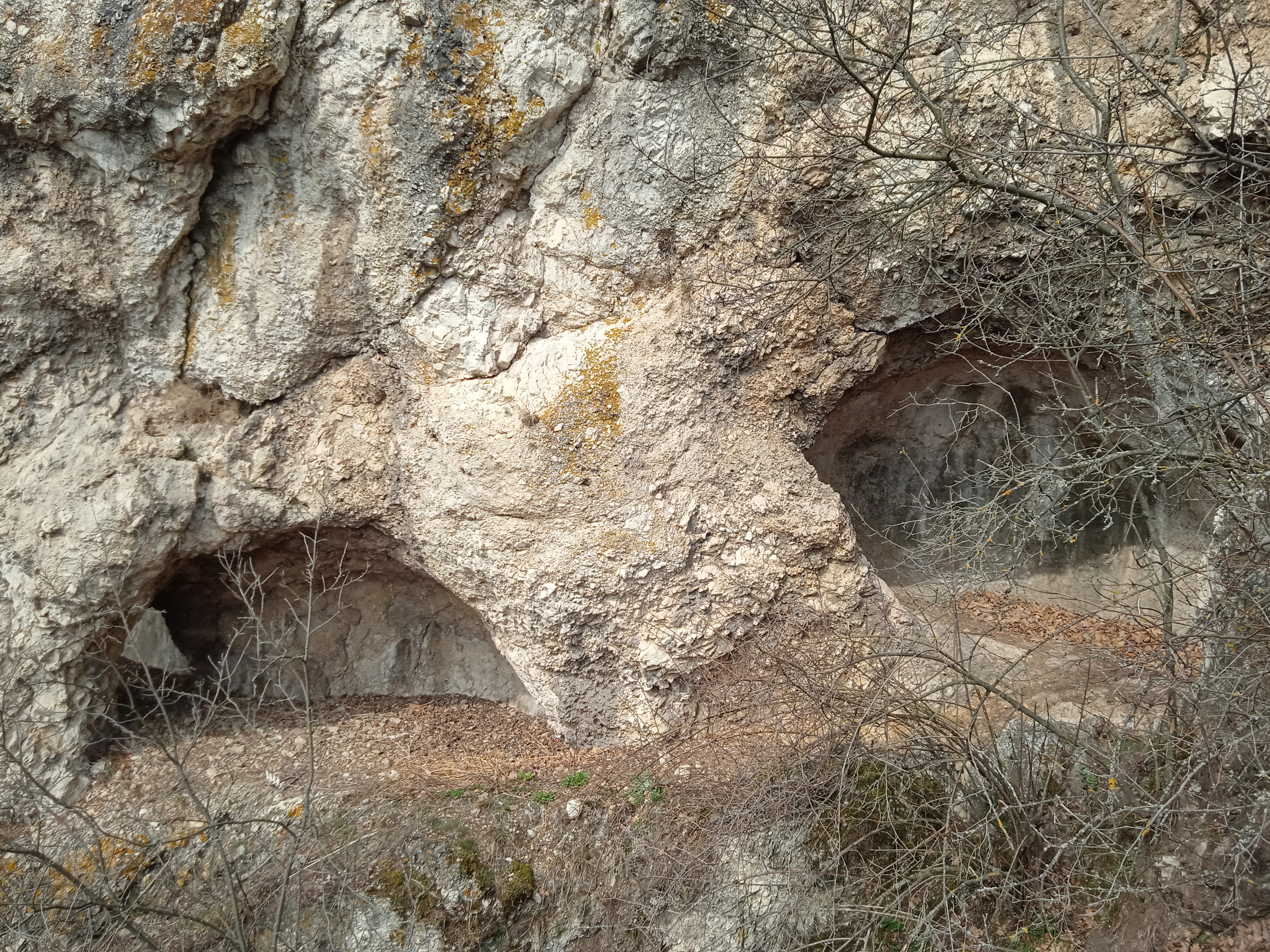
A Fáni-völgyi 8. sz. üreg (balra) és a Fáni-völgyi 7. sz. üreg (jobbra)

A Béni Kornél és Viszló Levente által írt, 1996-ban napvilágot látott könyvben szó van arról, hogy 10 barlang van a Fáni-völgyben. A völgyben megfigyelhető sok barlang miatt a völgy a Kőlik-völgyhöz hasonló. Ugyanolyan dolomitbreccsa a felépítő kőzet is. A Fáni-völgyben lévő barlangok kialakulásának esetében is a fagyaprózódásos kimállás játszotta a főszerepet. A völgy üregeire jellemző a borsókő előfordulása és gyakran pirosas elszíneződésű falak vannak bennük. Ennek oka ismeretlen. Az üregek lényegében három helyen koncentrálódnak, de ezek közül kettő egymással szemben, a völgy É-i és D-i oldalán fekszik. A völgy mindegyik barlangja a kisebb méretű barlangok közé tartozik. A sok odú, üreg közül legérdekesebb az a fülkesor, amely valószínűleg egy hosszában felszakadt barlang maradványaiból áll. Ezeknek a fülkéknek egyikében népvándorláskori vas nyílhegyeket, kerámiákat és háziállatcsontokat (szarvasmarha, juh vagy kecske maradványait) találták meg. Közülük azonban csak a nyílhegyek korhatározó értékűek.
Az Alba Regia Barlangkutató Csoport 1997. évi évkönyvében, a Vértes hegységben lévő 4522-es (Körtvélyes) barlangkataszteri terület Fáni-völgy részterületének kiegészítéséről szóló ismertetésben az olvasható, hogy az 1980. évi MKBT Beszámolóban található publikációban Horváth János említette, hogy az FTSK 1968. március 31-én mérte fel a Fáni-völgy üregeit. A térképtárnak és a dokumentációnak leadott térképen a Fáni-völgyi 9. sz. üreg a fülkesorral együtt, és külön is 9. számú üregként van jelölve. 1997. október 12-én Szolga Ferenc és Harmath Zoltán megint ellátogattak a Fáni-völgybe. Ekkor ők megállapították, hogy a Fáni-völgyi 9. sz. üreg és környéke, illetve a felette lévő Fáni-völgyi 7. sz. üreg, a Fáni-völgyi 8. sziklaeresz és a Fáni-völgyi 8/a sziklaeresz (az F-7, F-8, F-8/a jelű fülkesor) nagyon lehangoló állapotban van. A fülkesorban 1979-ben a csoport még majdnem érintetlen ősi tüzelőhelyet talált, melyben bronz-vaskori nyílhegyek, csontok, cserepek voltak. A leleteket Kordos László határozta meg (MÁFI Gyar. sz.: 1979/8). A területre telepített muflonok napjainkra mindent eltüntettek. A sziklák kopárra vannak taposva, a növények pedig földig rágva. A barlangok megásásra váró kitöltését mindenhol ürülék, szőrpamacsok, csontok, valamint oszló állati tetemek borítják.
A barlang 2003. május 1-jén, BTI kataszteri felvétel alapján készült nyilvántartólapja szerint a 4522-30 barlangkataszteri számú Fáni-völgyi 8. sz. üreg (Fáni-völgyi 8.sz. barlang, Fáni-völgyi-fülkesor, Fáni-völgyi 8/a sziklaeresz) a Vértes hegységben lévő Száron (Fejér megye) található. Az üreg bejáratának koordinátái (Trimble Geoexplorer 3): X: 606285, Y: 235307, Z: 262. Hegyoldalon lévő sziklafalban van a barlang 2,6 m széles, 1,7 m magas, természetes jellegű, íves alakú és vízszintes tengelyirányú bejárata. A részletesen felmért barlang 3,5 m hosszú, 1,8 m függőleges kiterjedésű, 1,8 m magas, 0 m mély és 3,6 m vízszintes kiterjedésű. Triász dolomitban húzódik az üreg. A barlang kialakulását előkészítette a tektonika. Az üreg kifagyásos kőzetaprózódás és korrózió miatt jött létre.
A sziklaeresz, sziklakapu, átjáró térformájú barlang vízszintes, és jellemző szelvénytípusa a szabálytalan. Breccsazóna és borsókő figyelhető meg az üregben. Szervetlen, helyben keletkezett törmelékkitöltése kőzettörmelékből áll. Növényevő nagyemlős látogatja az üreget. Barlangleltári szám: 17. Tematikus feldolgozás: térkép, fénykép, kataszter, leírás. A gyakorlatilag érintetlen barlang ásványkiválásai gyakorlatilag érintetlenek, aljzata pedig taposott. A nehezen járható (meredek) terepen megközelíthető, könnyen járható barlang megtekintéséhez nem szükséges engedély. Illetékes természetvédelmi hatóság: Duna–Ipoly Nemzeti Park Igazgatóság. A barlang felszínének védettsége: Vértesi Tájvédelmi Körzet (19/1976. OTvH határozat). A barlangot kevesen látogatják, ezért az üreg állapota az 1979-ben készült leíráshoz képest nem változott, és semmiféle veszélyeztető tényező nem fenyegeti a jövőben sem. Az 1979. évi kataszterezéskor külön említett 8. és 8/a sziklaereszek mostantól egy barlangként vannak kezelve, mert összefüggnek.

## További irodalom
- Horváth János: Szpeleográfiai terepjelentések az 1966., 1970. és 1974. évekből. Kéziratok. (A kéziratok megtalálhatók a Magyar Karszt- és Barlangkutató Társulat Dokumentációs Szakosztályánál.)